# Franz Wein
Franz Wein (* 31. Juli 1884 in Landshut; † 1. April 1954 in Regensburg) war ein deutscher Verwaltungsjurist und ehemaliger Regierungspräsident von Niederbayern und der Oberpfalz.

## Werdegang
Wein promovierte 1908. Nach der großen juristischen Staatsprüfung 1910 trat er in den bayerischen Verwaltungsdienst ein. Von 1920 bis 1928 war er Bezirksamtmann im Bezirksamt Fürstenfeldbruck. 1928 kam er als Regierungsrat zur Regierung von Niederbayern. Von 1933 bis 1938 war er Bezirksamtmann in Beilngries, von 1938 bis 1945 Regierungsrat bei der Regierung von Regensburg.
Da er kein Mitglied der NSDAP war, kehrte er im Juli 1945 auf seinen Posten zurück. Nach dem Rücktritt von Ernst Falkner wurde er am 23. Oktober 1945 als Regierungspräsident von Niederbayern/Oberpfalz eingesetzt. Zum 1. Dezember 1947 erfolgte die Ernennung zum etatmäßigen Regierungspräsidenten in Regensburg. Er trat zum 1. April 1952 in den Ruhestand.

## Ehrungen
- 1953: Großes Verdienstkreuz der Bundesrepublik Deutschland